# International Security Assistance Force
Die Internationale Sicherheitsunterstützungstruppe (aus englisch International Security Assistance Force, kurz ISAF) war eine Sicherheits- und Wiederaufbaumission unter NATO-Führung (ab 2003) im Rahmen des Krieges in Afghanistan von 2001 bis 2014.
Die Aufstellung erfolgte auf Ersuchen der Teilnehmer der ersten Afghanistan-Konferenz 2001 an die internationale Gemeinschaft und mit Genehmigung durch den Sicherheitsrat der Vereinten Nationen (Resolution 1386 vom 20. Dezember 2001). Der Einsatz war keine friedenssichernde Blauhelm-Mission, sondern ein sogenannter friedenserzwingender Einsatz unter Verantwortung der beteiligten Staaten.
In diesem Artikel werden nicht die militärischen Aktivitäten beschrieben (siehe Krieg in Afghanistan 2001–2021, Kategorie: Schlacht im Krieg in Afghanistan 2001–2021). Daneben existieren Artikel, in denen der Beitrag der einzelnen Nationen zum Krieg in Afghanistan beschrieben wird. Diese Artikel und weitere Artikel zu Spezialthemen finden sich in der Kategorie Krieg in Afghanistan 2001–2021 oder sind über die Verlinkung direkt aufrufbar.
Am 18. Juni 2013 gab die ISAF die Sicherheitsverantwortung an die afghanische Regierung zurück.

## Auftrag
Der Auftrag bestand darin, die vorläufigen Staatsorgane Afghanistans und ihre Nachfolgeinstitutionen bei der Aufrechterhaltung der Sicherheit in Afghanistan so zu unterstützen, dass sowohl die afghanischen Staatsorgane als auch das Personal der Vereinten Nationen und anderes internationales Zivilpersonal, insbesondere solches, das dem Wiederaufbau und humanitären Aufgaben nachging, in einem sicheren Umfeld arbeiten konnte, und Sicherheitsunterstützung bei der Wahrnehmung anderer Aufgaben in Unterstützung der „Bonner Vereinbarung“ zu gewähren.
Ziel der ISAF war also die Unterstützung der gewählten Regierung Afghanistans zur Herstellung und Aufrechterhaltung eines sicheren Umfeldes im Lande. In erster Linie sollten so der Wiederaufbau Afghanistans, die Etablierung demokratischer Strukturen und die Durchsetzungsfähigkeit der frei gewählten Zentralregierung vorangetrieben werden. ISAF sollte ursprünglich vollständig vom Einsatz Enduring Freedom getrennt operieren. Die ISAF durfte alle Mittel, auch Waffengewalt, anwenden, sofern dies zur Erfüllung der Resolution 1386 des UN-Sicherheitsrats notwendig erschien.
Das UN-Mandat wurde mehrfach verlängert und inhaltlich erweitert, zuletzt erneuert wurde es am 12. Oktober 2011 durch die Resolution 2011 des UN-Sicherheitsrates. Erstreckte sich das Operationsgebiet der ISAF zunächst nur auf Kabul und Umgebung, so wurde es zwischen Oktober 2003 und dem 28. September 2006 schrittweise auf weitere Teile des Landes ausgedehnt.
Die ISAF-Schutztruppe hatte nur eingeschränkte Rechte gegenüber der Zivilbevölkerung; d. h., sie durfte bei kriminellen Akten innerhalb der Zivilbevölkerung den örtlichen Behörden nur helfend zur Seite stehen. Grundsätzlich war sie berechtigt, bei Bedrohungen gegen ihr Personal und Material sich selbst zu verteidigen.
Die ISAF-Truppe sollte sich bei Aufgaben, die den Staatsorganen Afghanistans zukommen, bewusst im Hintergrund halten und versuchen, deeskalierend zu wirken. Fahrzeugkontrollen etwa werden routinemäßig nur von afghanischen Polizeieinheiten vorgenommen.
Es bestand eine Zusammenarbeit mit der Operation Enduring Freedom.
Im Sommer 2008 und erneut im Herbst beantragte der Supreme Allied Commander Europe Bantz J. Craddock beim federführenden Nordatlantikrat der NATO, dass ISAF künftig auch ermächtigt werden soll, Anbau, Verarbeitung und Handel mit Drogen zu bekämpfen, um den Taliban und anderen aufständischen Gruppen die Finanzierung durch Drogengeld zu entziehen, die rund 100 Mio. Dollar im Jahr betragen soll. Die ISAF kannte zwar Standorte von Drogenlabors und -lagern, durfte aber nicht dagegen vorgehen, weil dies Aufgabe der afghanischen Polizeikräfte ist. Diese waren nach Angaben Craddocks aber noch für mindestens zwei Jahre nicht in der Lage, gegen größere Drogengruppen vorzugehen.
2009 verkündeten die USA einen Strategiewechsel, wonach der Drogenanbau nicht mehr bekämpft wurde.
Die Ende 2008 erteilte Erlaubnis für Operationen gegen Drogenlabore und -lager wurde Anfang 2009 kurzzeitig ausgesetzt, war später aber wieder in Kraft.
Außerhalb des ISAF-Rechtsrahmens war die rechtliche Situation der ISAF-Soldaten nicht eindeutig, da beim Einsatz von Schusswaffen, zur Abwehr von Gefahren für das eigene Leben oder das der Kameraden, das Recht der beteiligten Nationen galt.
Bei Patrouillenfahrten deutscher Soldaten wurden anfangs keine Helme getragen, da sie nicht als militärische Besatzungsmacht auftreten wollten. Außerdem trugen die Soldaten der ersten beiden Kontingente der deutschen Schutztruppe olivgrüne Tarnanzüge, um nicht mit den Amerikanern verwechselt zu werden. Für Patrouillen wurde zu Beginn vornehmlich das geländegängige Fahrzeug Wolf anstelle des gepanzerten ATF Dingo gewählt. Ein Schusswaffengebrauch deutscher Soldaten bei ISAF-Missionen etwa wäre von der deutschen Staatsanwaltschaft auf seine Rechtmäßigkeit hin untersucht worden. Am 19. März 2010 entschied die Bundesanwaltschaft im Rahmen der rechtlichen Aufarbeitung des Luftangriffs bei Kundus, dass die Bundeswehr in Afghanistan Partei eines nicht-internationalen bewaffneten Konflikts (Bürgerkriegs) sei. Demnach galt für die deutschen Soldaten vorrangig das Völkerstrafgesetzbuch, nicht das deutsche Strafgesetzbuch.
UNO-Resolutionen

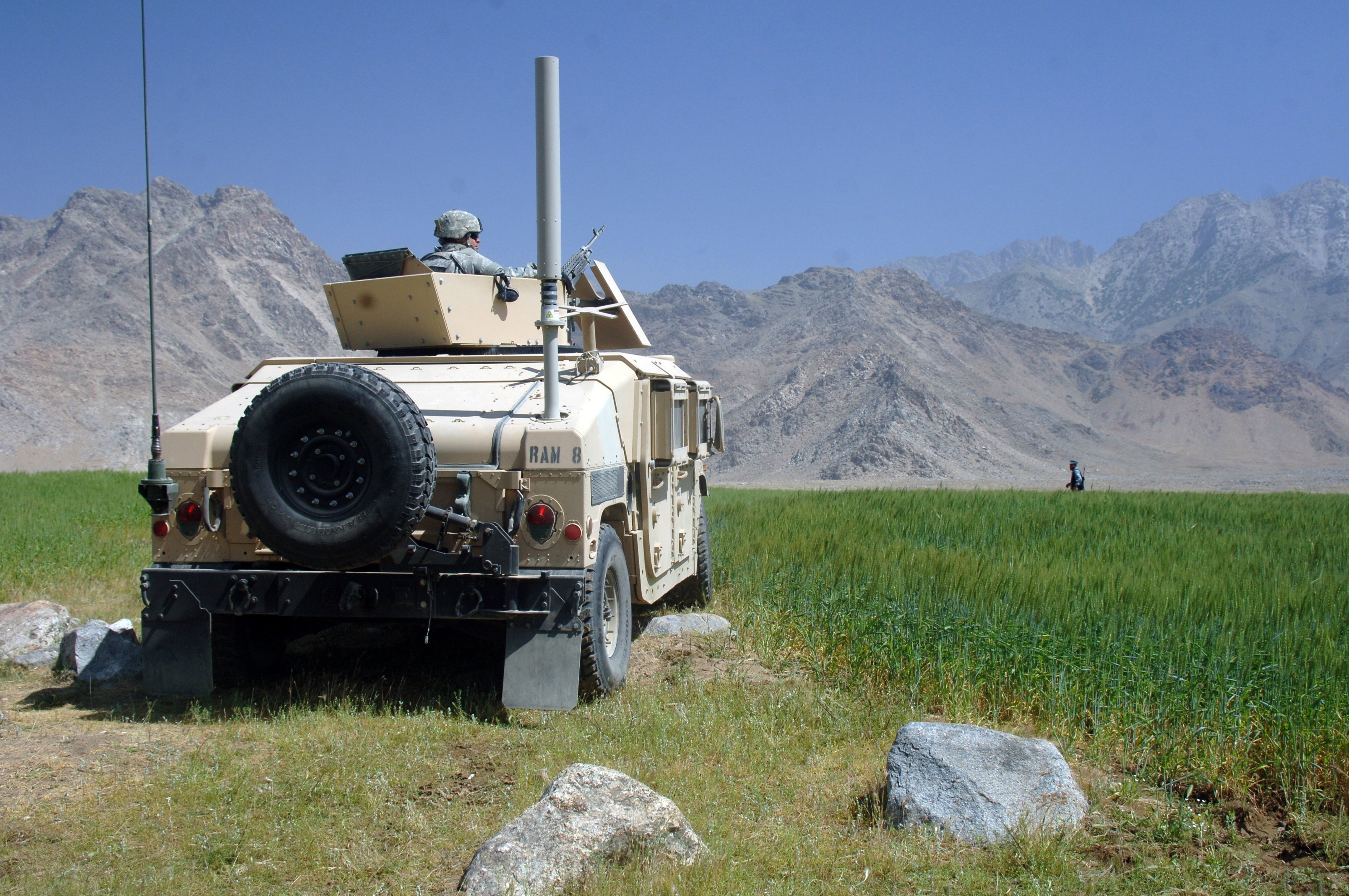
Ein US-Soldat sichert einen Kontrollpunkt in Kapisa, Afghanistan

- Resolution 1943 des UN-Sicherheitsrates[13]
- Resolution 1890 des UN-Sicherheitsrates[14]
- Resolution 1833 des UN-Sicherheitsrates[15]
- Resolution 1776 des UN-Sicherheitsrates[16]
- Resolution 1707 des UN-Sicherheitsrates
- Resolution 1623 des UN-Sicherheitsrates[17]
- Resolution 1563 des UN-Sicherheitsrates[18]
- Resolution 1510 des UN-Sicherheitsrates[19]
- Resolution 1444 des UN-Sicherheitsrates[20]
- Resolution 1413 des UN-Sicherheitsrates[21]
- Resolution 1378 des UN-Sicherheitsrates[22]
- Resolution 1368 des UN-Sicherheitsrates
- Resolution 1363 des UN-Sicherheitsrates[23]
- Resolution 1333 des UN-Sicherheitsrates[24]

## Geschichte

### Beschluss des ersten ISAF-Mandats
Auf der ersten Petersberger Afghanistankonferenz beschlossen afghanische Repräsentanten einen Stufenplan für die politische Übergabe der Verantwortung mit dem Ziel Afghanistan politisch neu zu gestalten. Teil des Planes war es, den Sicherheitsrat der Vereinten Nationen zu ersuchen, das Aufstellen einer internationalen Sicherheitstruppe zu autorisieren. Ihre Aufgabe sollte darin bestehen, nach dem Abzug der militärischen Einheiten der Vereinigten Front (oder Nordallianz) aus Kabul die Sicherheit in der Stadt und im umgebenden Gebiet für die afghanische Übergangsregierung unter Hamid Karzai und dem Personal der Unterstützungsmission der Vereinten Nationen in Afghanistan zu gewährleisten. Aufgrund dieses Beschlusses und eines Schreibens des Außenministers der afghanischen Übergangsregierung Abdullah Abdullah vom 19. Dezember 2001 beschloss am 20. Dezember 2001 der Sicherheitsrat der Vereinten Nationen mit der Resolution 1386 (2001) ein auf sechs Monate begrenztes Mandat zur Aufstellung einer internationalen Sicherheitsunterstützungstruppe in Afghanistan.

“As the member of the Interim Administration responsible for foreign affairs, I should like to inform the Council that, taking into account all relevant considerations, an international security force could be deployed under Chapters VI or VII of the Charter.”

„Als das für Außenpolitik zuständige Mitglied der Übergangsregierung informiere ich den Sicherheitsrat, unter Berücksichtigung aller relevanten Überlegungen, dass eine internationale Sicherheitstruppe nach Kapitel 6 oder 7 der UN-Charta aufgestellt werden kann.“

Die Resolution 1386 legte fest, dass ISAF nach Kapitel VII der Charta der Vereinten Nationen aufgestellt wurde. Damit war die Anwendung von Waffengewalt zur Erfüllung der Resolution erlaubt.
Am 4. Januar 2002 wurde zwischen ISAF und der afghanischen Übergangsregierung eine Vereinbarung über die konkrete Ausgestaltung des Einsatzes geschlossen. Darin werden die Rechte und Pflichten beider Vertragsparteien festgelegt.

### ISAF in Kabul
Am 22. Dezember 2001 übernahm die ISAF unter britischer Führung in Person von John McColl die Aufgabe, Sicherheit in Kabul und Umgebung zu gewährleisten. Der vereinbarte Abzug der Truppen der Vereinigten Front gestaltete sich schwierig. Weitere wichtige Aufgaben waren die Absicherung der am 11. Juni 2002 beginnenden Loja Dschirga zur Etablierung der Übergangsregierung und der am 14. Dezember 2003 beginnenden Loja Dschirga zur Beratung und Verabschiedung einer Verfassung für Afghanistan. Des Weiteren begann der auf der Zweiten Afghanistan-Konferenz vereinbarte Aufbau der Afghanischen Nationalarmee. Die ISAF trainierte von Anfang März bis April 2002 bis zu 550 Afghanen für die Afghan National Guard. Anschließend übernahmen die Vereinigten Staaten mit dem Ziel, eine 70.000 Mann starke Armee aufzustellen.
Der UN-Sicherheitsrat beschloss anfangs halbjährlich und später dann jährlich in Resolutionen die Verlängerung des ISAF-Mandats und begrüßte bis zur dauerhaften Übernahme des ISAF-Kommandos durch die NATO jeweils die Übernahme durch eine oder mehrere Staaten. In der Resolution 1413 vom 23. Mai 2002 wird die Übernahme des Kommandos durch das Vereinigte Königreich begrüßt, mit der Resolution 1444 vom 27. November 2002 ging das Kommando ab dem 20. Juni 2002 über an die Türkei und anschließend gemeinsam an Deutschland und die Niederlande. Dabei stellte das 1. Deutsch-Niederländische Korps mit Norbert van Heyst als ISAF-Kommandeur die Führung der ISAF.
Außerhalb von Kabul kam es immer wieder zu Kämpfen zwischen Milizen von Führern der Vereinigten Front, weshalb auch eine Ausweitung des ISAF-Mandats über Kabul hinaus immer wieder gefordert, aber von der US-Regierung abgelehnt wurde. In den Gebieten außerhalb von Kabul, vorwiegend im Süden und Osten von Afghanistan, bekämpften US-Amerikaner und von ihnen angeheuerte afghanische Kämpfer anfangs nur versprengte Kämpfer von Taliban und al-Qaida. Ab Sommer 2003 griffen die Taliban in einigen Provinzen allerdings wieder an, und da der Irakkrieg am 20. März 2003 begann, verschwand nun auch der Widerstand der Vereinigten Staaten gegen eine Ausweitung des ISAF-Mandats.

### Ausweitung des Mandats über Kabul hinaus
Das Operationsgebiet der ISAF wurde nach Beschluss der UN-Resolution 1510 vom 13. Oktober 2003 schrittweise auf weitere Teile des Landes ausgedehnt. Vorausgegangen war ein Schreiben vom 10. Oktober 2003 des Außenministers Afghanistans um Hilfe durch die ISAF-Truppe für die Gebiete außerhalb Kabuls und eines Schreibens des Generalsekretärs der NATO vom 6. Oktober 2003 für Unterstützung. Trotz der Ausweitung des Mandats über Kabul hinaus, blieben in Kabul selber auch weiterhin mehrere tausend ISAF-Soldaten stationiert, vornehmlich französische und türkische Soldaten.
Im Oktober 2003 begann in den nördlichen Provinzen Afghanistans der Aufbau oder die Übernahme von schon bestehenden Militärstandorten und den sogenannten Provincial Reconstruction Teams (PRT). Beispielsweise gehörte zum Bundeswehreinsatz in Afghanistan die Übernahme des von US-Amerikanern in Kundus aufgebaute PRT. Im dortigen Feldlager Kundus waren beispielsweise auch österreichische Soldaten des 3. Kontingents vom Juli bis zum Oktober 2005 stationiert, die Teil des österreichischen Afghanistan-Einsatzes waren. Ein weiteres, sehr großes Lager im Norden ist Camp Marmal in der Nähe der afghanischen Stadt Masar-e Scharif, wo tausende von Soldaten aus einer Vielzahl von Ländern ab September 2005 stationiert wurden. 2005 wurde durch die sogenannte Stage II auch Verantwortung für das westliche Afghanistan übernommen. Dort sind der italienische Beitrag und der spanische Beitrag zur ISAF am bedeutendsten. Am 31. Juli 2006 erweiterte ISAF ihren Verantwortungsbereich durch Stage III in den Süden des Landes. Hierfür wuchs ISAF von rund 9.000 auf 18.500 Soldaten an. Am 28. September 2006 beschloss der Nordatlantikrat, die Mission auch auf den Osten Afghanistans, Stage IV auszudehnen. Für die Provinz Kabul wurde am 6. August 2006 ein eigenständiges Regionalkommando eingerichtet und damit die Kabul Multinational Brigade formell aufgelöst. Dort wechselte das Kommando seit 2006 zwischen der Türkei, Italien und Frankreich, um dann im August 2008 an die afghanischen Sicherheitskräfte über zu gehen.
Eine der wichtigen Aufgaben der ISAF in dieser Phase war die sicherheitsbezogene Hilfe bei der Organisation der am 9. Oktober 2004 beginnenden Präsidentschaftswahl, was mit der Resolution 1536 vom 26. März 2004 vom UN-Sicherheitsrat begrüßt wurde.

Vereinfachte Darstellung der Siedlungsgebiete der größten ethnischen Gruppen, 1980

Eine andere Aufgabe war es, militärische Konflikte zwischen den Milizen von Führern der Vereinigten Front zu verhindern, was der ISAF auch gelang. Weniger erfolgreich war sie dagegen darin, Bewohner ethnischer Enklaven, beispielsweise die der Paschtunen im Norden Afghanistans, vor Vertreibung und Rechtlosigkeit oder parteiischer Rechtsauslegung der lokalen oder regionalen Verwaltung zu schützen.

„Ein paar Kilometer hinter Mazar-e Sharif liegt eine paschtunische Enklave, die sich auf den ersten Blick in nichts von den tadschikischen Dörfern ringsum unterscheidet. (Der paschtunische Gemeindechef wird zitiert): In der Provinz Balkh sind zahlreiche Ländereien den Paschtunen ganz einfach weggenommen worden. Trotz aller Dokumente und Besitzurkunden. Niemand kann sich gegen diesen Diebstahl wehren.“

Die Situation im Süden und im Osten Afghanistans war anders, da hier die Paschtunen die bestimmende ethnische Gruppe sind und die Taliban bereits ab Ende 2002 begannen aus den angrenzenden pakistanischen Landesteilen über die Grenze nach Afghanistan zurückzukommen und Waffenlager anzulegen. Die ersten Guerillaangriffe begannen Anfang 2003 und bald zogen sich die UN und viele Hilfsorganisationen aus dem Süden zurück. Im Süden, in den Provinzen Helmand und Kandahar, war mit der Übernahme der Verantwortung im Sommer 2006 durch ISAF das sofortige Führen von Kampfoperationen verbunden. Für die britische Beteiligung am Krieg in Afghanistan bedeutete dies, nach ihrem nur wenig gefährlichen Einsatz im Norden, schwerste Kämpfe in der Provinz Helmand führen zu müssen. Die kanadische Beteiligung am ISAF-Einsatz sah ähnlich aus, wobei die Kanadier direkt von Kabul, noch unter Mandat der Operation Enduring Freedom, im August 2005 nach Kandahar gingen. Weitere Staaten schickten Soldaten mit der Ausweitung der ISAF in den Süden, dazu gehörte beispielsweise der dänische ISAF-Beitrag in der Provinz Helmand an der Seite der Briten oder der niederländische und der australische ISAF-Beitrag in der Provinz Uruzgan.
Zuerst wurde nur ein Teil der noch der Operation Enduring Freedom zugeordneten US-Soldaten mit der Ausdehnung der ISAF-Mission auch auf den Osten Afghanistans der ISAF zugeordnet. Da aber der ISAF-Einsatz ohne militärische Unterstützung der Vereinigten Staaten im Süden Afghanistans nicht möglich war, wurden die meisten US-Soldaten nach und nach unter das Mandat der ISAF gestellt. Bereits mit der Resolution 1659 vom 15. Februar 2006 wurde, noch bevor die ISAF ihren Verantwortungsbereich auch auf den Süden des Landes ausgedehnt hatte, die engere operative Zusammenarbeit zwischen ISAF und der Operation Enduring Freedom erstmals erwähnt. Am 3. Juni 2008 wurde David D. McKiernan Kommandeur der ISAF und am 6. Oktober 2008 zusätzlich Kommandeur fast aller US-Soldaten in Afghanistan.
Ab 2008/2009 übernahmen französische und polnische Soldaten, in Kooperation mit US-Truppen, die Sicherheitsverantwortung über je eine Provinz im US-geführten Regionalkommando Ost. Ab 2010 beteiligten sich auch georgische Kampftruppen im Süden Afghanistans.
Mit der Resolution 1776 vom 19. September 2007 verurteilte erstmals der UN-Sicherheitsrat die „auf afghanische und internationale Truppen verübten Angriffe, namentlich Anschläge mit improvisierten Sprengkörpern, Selbstmordanschläge und Entführungen“, die durch „die Taliban und andere extremistische Gruppen“ verübt wurden.

### Neue US-Strategie für Afghanistan
Mit dem Wechsel der US-Präsidentschaft im Januar 2009 von George W. Bush zu Barack Obama wurde eine neue Strategie für den Krieg in Afghanistan entwickelt. Obwohl der US-Präsident wechselte, blieb der im November 2006 noch unter Bush ins Amt gekommene Verteidigungsminister Robert Gates im Amt. Er ersetzte damals den seit 2001 im Amt gewesenen Donald Rumsfeld.
Der Afghanistankrieg besteht aus einem öffentlich bekannten und einem geheimen Teil, wobei die geheimen militärischen Aktionen der Vereinigten Staaten nicht von Soldaten ausgeführt werden die der ISAF zugeordnet sind. Am 17. Februar 2009 entsandte Obama zunächst zusätzliche 17.000 Soldaten unter ISAF-Kommando in den Süden und Osten zu den schon 36.000 US-Soldaten (13.000 unter ISAF-Kommando) in Afghanistan und am 1. Dezember 2009 kündigte er weitere 30.000 US-Soldaten für 2010 an. Im Mai 2009 folgte auf David D. McKiernan Stanley A. McChrystal, der sich im Irakkrieg als Kommandeur des United States Joint Special Operations Command mit Aufstandsbekämpfung befasste.
Weitere Aspekte der neuen Strategie sind der verstärkte zahlenmäßige Ausbau und ein geändertes Trainingskonzept für die Afghanische Nationalarmee und Afghanische Nationalpolizei sowie ein anderer Umgang mit der afghanische Bevölkerung. Dies schlägt sich auch in der Resolution 1890 des UN-Sicherheitsrates vom 8. Oktober 2009 nieder, in der der ISAF und den anderen Partnern unter anderem nahegelegt wird „die afghanischen nationalen Sicherheitskräfte auszubilden, ihnen Anleitung zu geben und ihnen mehr Verantwortung zu übertragen“. Für die afghanische Bevölkerung war die neue Strategie bitter, da die Anzahl der getöteten Zivilisten von 2118 Menschen 2008 auf 2777 Menschen 2010 stieg. Allerdings sank die Anzahl der durch die afghanische Regierung und ISAF getöteten Zivilisten von 39 Prozent auf 16 Prozent. Die Aufständischen töteten 2010 1141 Zivilisten mit Sprengfallen und 462 Zivilisten mit gezielten Tötungen.
Mit der Resolution 1917 vom 22. März 2010 beschließt der UN-Sicherheitsrat eine Zusammenarbeit zwischen der ISAF und dem neu geschaffenen Hohen Zivilen Beauftragten der NATO.
Um die Verantwortung für die Sicherheit in Afghanistan zu übergeben, wurde auf der Afghanistan-Konferenz vom 20. Juli 2010 in Kabul das Joint Afghan-NATO Inteqal Board (JANIB; inteqāl heißt auf Dari und Paschto „Übergabe“ oder „Transition“) beschlossen. Unter gemeinsamer Leitung der afghanischen Regierung, der ISAF und des Hohen Zivilen Beauftragten wird entschieden, welche Landesteile aus der Verantwortung der ISAF entlassen werden können. Damit wird eine Reduzierung der Anzahl der ISAF-Soldaten in diesen Gebieten angestrebt. Weitere Aufgaben sind die Übergabe der Verantwortung für wichtige afghanische Institutionen und Funktionen und die Aufgabenverschiebung der PRTs weg vom Militärischen. Mit der Resolution 1943 vom 13. Oktober 2010 wurde erstmals im UN-Sicherheitsrat die stufenweise Übergabe der Verantwortung für die Sicherheit in Afghanistan an afghanische Sicherheitskräfte angesprochen. Die Übergabe der Verantwortung soll im Frühjahr 2013 abgeschlossen sein.

### Nachfolgemission
Nach dem Ende der Kampfmission am 31. Dezember 2014 wurde die 13.500 Soldaten umfassende Folgemission Resolute Support zu Ausbildung, Beratung und Training (Train Advise and Assist; TAA) der afghanischen Sicherheitskräfte begonnen. Diese soll bis Ende 2016 dauern. Am 30. September 2014 unterzeichnete die afghanische Regierung das Bilaterale Sicherheitsabkommen (BSA) mit den USA und das NATO-Stationierungsabkommen (NATO-AFG Status of Forces Agreement). Die Abkommen regeln den offiziellen Status der ausländischen Truppen in Afghanistan.

## Organisation
Nach Mandatierung und Aufstellung von ISAF im Dezember 2001 wurde ISAF jeweils von einer oder mehreren Nationen geführt. Am 9. August 2003 übernahm die NATO durch UN-Mandat die Verantwortung für Führung, Planung und Unterstützung der ISAF-Mission. Operationell wird ISAF durch das Allied Joint Force Command Headquarters Brunssum (JFC Brunssum) in den Niederlanden geführt.
Am 9. September 2008 wurde der ISAF-Kommandeur David D. McKiernan nominiert, um zusätzlich das Kommando über die US Forces Afghanistan zu übernehmen. Die US Forces Afghanistan wurden bis dahin vom Regionalkommandeur Ost, einem Major General der US-Streitkräfte geführt.
Nachdem General Stanley A. McChrystal 2009 das Kommando über die ISAF und die US Forces Afghanistan übernommen hatte, wurde die ISAF-Kommandostruktur verändert. Im Juli 2009 übernahm Lieutenant General David M. Rodriguez unter dem Kommando von McChrystal den Posten des stellvertretenden Kommandeurs der US Forces Afghanistan. Zudem wurde im Oktober 2009 innerhalb der NATO-Kommandostruktur ein untergeordnetes Hauptquartier unter dem ISAF-Hauptquartier aufgestellt. Es handelt sich um ein Hauptquartier der Korps-Ebene und ist mit dem „Tagesgeschäft“ der ISAF befasst. Diese Zwischenebene in der Kommandokette, die die US-Streitkräfte bereits in ähnlicher Weise bei der Multi-National Force Iraq etabliert haben, soll den ISAF-Kommandeur entlasten, sodass dieser sich auf die strategische Ebene konzentrieren kann. Dazu gehören die Bildung und Pflege von Beziehungen und Koordinierung mit den Regierungen von Afghanistan und Pakistan, Nicht-Regierungsorganisationen sowie die Ausbildung der afghanischen Sicherheitskräfte. Der Name dieses neuen Kommandos lautet ISAF Joint Command (IJC).

### Beteiligte Nationen

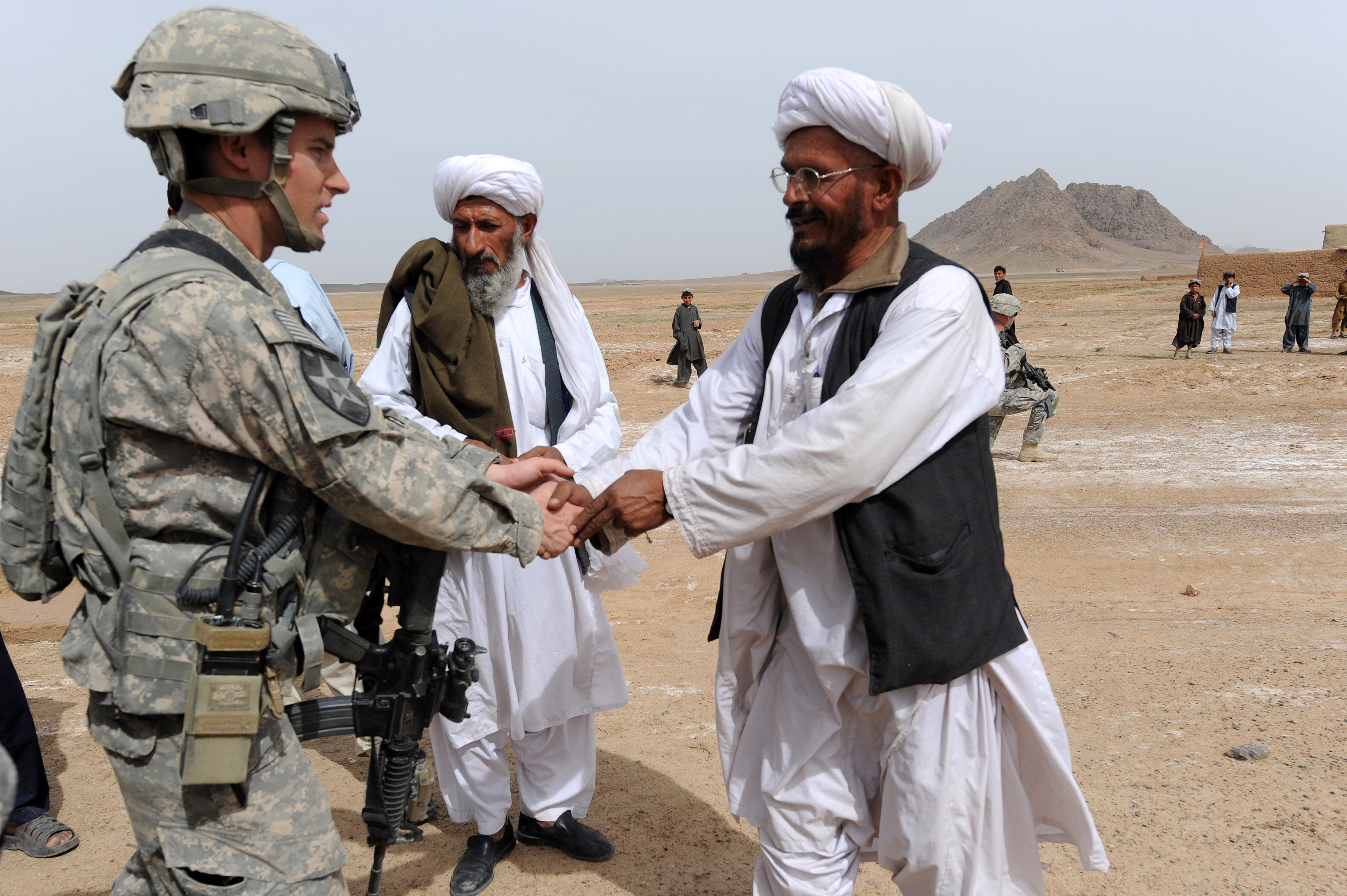
US-Soldaten bei der Begrüßung eines lokalen Einwohners

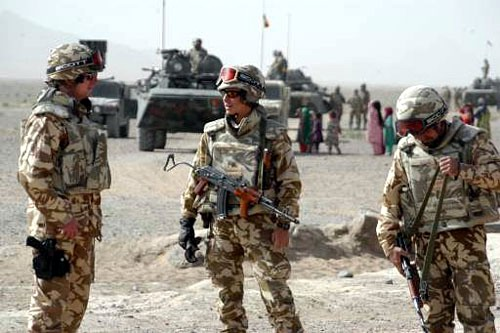
Rumänische ISAF-Soldaten

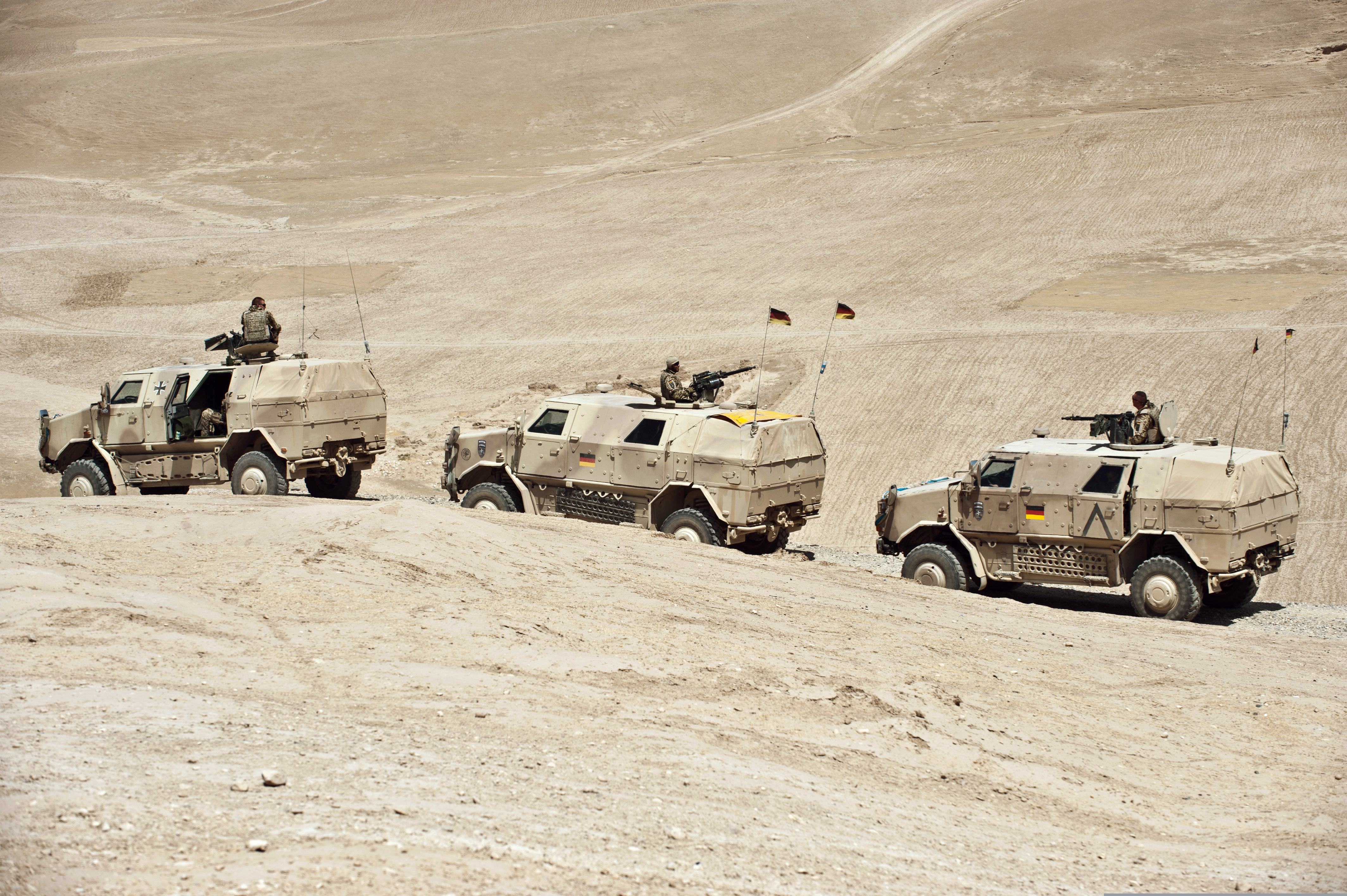
Deutsche Soldaten mit Fahrzeugen vom Typ ATF Dingo

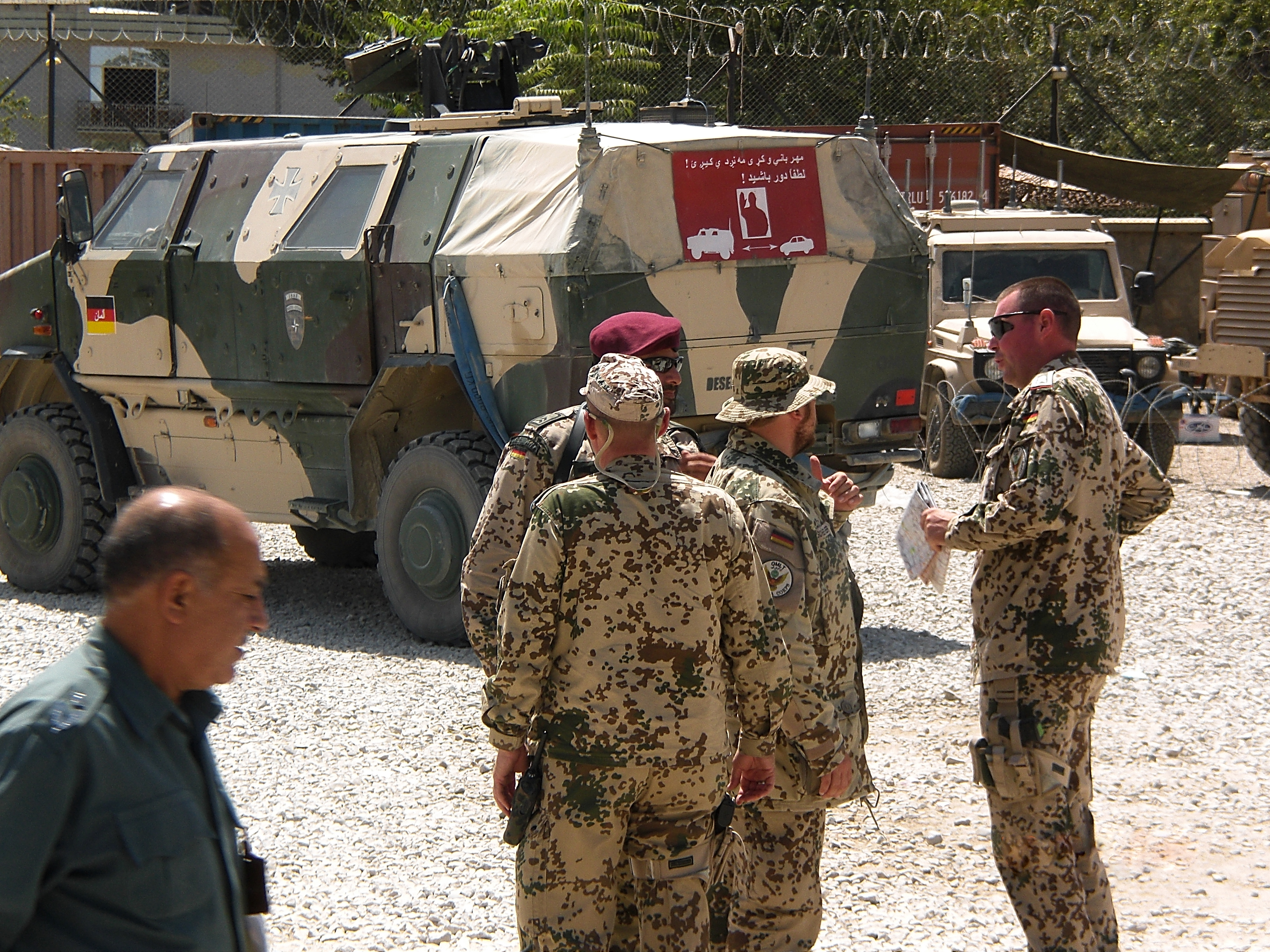
Deutsche OMLT Militärberater im OCCP (Operations Coordination Center-Provincial) in Kunduz.

Im Rahmen der ISAF nahmen im Oktober 2009 43 Nationen (NATO-Staaten und Nicht-NATO-Staaten) mit rund 71.030 Soldaten teil, davon rund 28.900 aus den Vereinigten Staaten. Die Europäische Union stellte circa 30.800 Soldaten, davon etwa 8.300 aus Großbritannien, 3380 aus Deutschland, 3160 aus Frankreich, 2800 aus Italien und 2000 aus Polen (Stand: 22. Oktober 2009).
2010 wurden die Kontingente erheblich aufgestockt. Im Januar 2012 waren 50 Länder mit 129.895 Soldaten an der ISAF beteiligt, davon 90.000 Soldaten aus den Vereinigten Staaten.
| Staat                         | Stand Januar 2012 | Stand Oktober 2014 |
| ----------------------------- | ----------------- | ------------------ |
| Albanien*                     | 286               | 11                 |
| Armenien                      | 126               | 121                |
| Aserbaidschan                 | 94                | 94                 |
| Australien                    | 1.550             | 271                |
| Belgien*                      | 520               | 55                 |
| Bosnien und Herzegowina       | 55                | 8                  |
| Bulgarien*                    | 604               | 320                |
| Dänemark*                     | 750               | 149                |
| Deutschland*                  | 4.715             | 1.707              |
| Estland*                      | 150               | 2                  |
| Finnland*                     | 156               | 90                 |
| Frankreich*                   | 3.491             | 90                 |
| Georgien                      | 1.570             | 755                |
| Griechenland*                 | 154               | 9                  |
| Island*                       | 4                 | 3                  |
| Irland                        | 7                 | 7                  |
| Italien*                      | 3.956             | 1.400              |
| Jordanien                     | 0                 | 616                |
| Kanada*                       | 510               | 0                  |
| Kroatien*                     | 312               | 153                |
| Lettland*                     | 185               | 18                 |
| Litauen*                      | 237               | 72                 |
| Luxemburg*                    | 11                | 1                  |
| Mongolei                      | 114               | 40                 |
| Montenegro                    | 39                | 25                 |
| Niederlande*                  | 167               | 16                 |
| Neuseeland                    | 189               | 1                  |
| Norwegen*                     | 487               | 58                 |
| Österreich                    | 3                 | 3                  |
| Polen*                        | 2.472             | 65                 |
| Portugal*                     | 117               | 57                 |
| Rumänien*                     | 1.876             | 317                |
| Schweden                      | 500               | 13                 |
| Singapur                      | 39                | 0                  |
| Slowakei*                     | 330               | 12                 |
| Slowenien*                    | 77                | 2                  |
| Spanien*                      | 1.502             | 181                |
| Südkorea                      | 350               | 0                  |
| Mazedonien                    | 163               | 152                |
| Tonga                         | 55                | 0                  |
| Tschechien*                   | 626               | 227                |
| Türkei*                       | 1.846             | 367                |
| Ukraine                       | 23                | 14                 |
| Ungarn*                       | 412               | 84                 |
| Vereinigte Staaten*           | 90.000            | 24.050             |
| Vereinigte Arabische Emirate  | 35                | 35                 |
| Vereinigtes Königreich*       | 9.500             | 2.839              |
| NATO-Staaten                  | 125.297           | 32.265             |
| Nicht-NATO-Staaten            | 4.598             | 2.247              |
| Gesamt                        | 129.895           | 34.512             |
| * NATO-Staaten (Quelle: NATO) |                   |                    |

#### Beteiligung der Bundeswehr
Dem Antrag der Bundesregierung zur Beteiligung bewaffneter deutscher Streitkräfte an dem ISAF-Einsatz stimmte der Deutsche Bundestag erstmals mit Beschluss vom 22. Dezember 2001 zu.
Der Einsatz war zunächst auf sechs Monate befristet und hatte das Ziel, wie in Anhang I zur Bonner Vereinbarung vorgesehen, die vorläufigen Staatsorgane Afghanistans bei der Aufrechterhaltung der Sicherheit in Kabul und seiner Umgebung so zu unterstützen, dass sowohl die vorläufige afghanische Regierung als auch Personal der Vereinten Nationen in einem sicheren Umfeld arbeiten können.
Die Bundeswehr beteiligte sich letztlich mit bis zu 5.350 Soldatinnen und Soldaten am ISAF-Einsatz. Für Deutschland weitete sich der Einsatz damit zum größten in der Geschichte der Bundeswehr aus. Zum 31. Dezember 2014 wurde die Mission beendet und in die Ausbildungsmission Resolute Support überführt, die am 29. Juni 2021 endete.

#### Beitrag des österreichischen Bundesheeres
Von 2002 bis 2003 beteiligt sich das österreichische Bundesheer mit rund 170 Soldaten an der ISAF. Die Entsendung erfolgte in zwei Kontingenten (als AUCON bezeichnet – AUCON1: Februar bis Juli 2002, AUCON2: Juli bis Dezember 2002), anschließend blieben noch fünf Stabsoffiziere, um die afghanischen Behörden bei der Aufrechterhaltung der Sicherheit in Kabul und Umgebung zu unterstützen. Die letzten österreichischen Soldaten wurden im August 2003 abgezogen, als das Kommando über die ISAF an die NATO übergeben wurde, da Österreich nicht Teil der NATO ist.
Der zweite größere Einsatz des Bundesheeres erfolgte zum Schutz der am 18. September 2005 durchgeführten Parlaments- und Provinzwahlen in Afghanistan wurde 2005 ein drittes österreichische Kontingent (AUCON3) entsandt, welches in das Provincial Reconstruction Team (PRT) Kunduz eingebettet wurde und das PRT in der Zeit unmittelbar vor, während und nach den Wahlen infanteristisch zu verstärken.
Ansonsten beteiligte sich das Bundesheer im Wesentlichen mit Führungs- und Verbindungspersonal.

### Führung
Die Führung von ISAF in Afghanistan wird seit Ende 2003 jeweils durch ein Hauptquartier der NATO sichergestellt:
- ISAF I: Vereinigtes Königreich, Dezember 2001 – Juni 2002.
- ISAF II: Türkei, Juni 2002 – Februar 2003.
- ISAF III: Deutschland und die Niederlande, Februar 2003.
- ISAF IV: Deutschland, Oktober 2003.
- ISAF V: Kanada, Oktober 2003 – August 2004.
- ISAF VI: Eurokorps, August 2004 – Februar 2005
- ISAF VII: Türkei (NRDC-T, NATO Rapid Deployable Corps), Februar 2005 – August 2005.
- ISAF VIII: Italien (NRDC-IT, NATO Rapid Deployable Corps) August 2005 – April 2006.
- ISAF IX: Vereinigtes Königreich (ARRC, Allied Rapid Reaction Corps), Mai 2006 – April 2007.
- ISAF X–XII: Vereinigte Staaten, ab Mai 2007.

Bis zum 19. März 2002 lief der ISAF-Einsatz der Bundeswehr als Vorauskommando unter Führung des Kommandeurs des deutsch-niederländisch-dänisch-österreichischen Einsatzverbandes. Deren Kommandeur war Brigadegeneral Carl-Hubertus von Butler, der ab 19. März 2002 die Führung der Kabul Multinational Brigade (KMNB) übernahm. Er hatte diese Aufgabe bis zum 17. Juni 2002 inne.
Sein Nachfolger war Brigadegeneral Manfred Schlenker. Er führte die KMNB vom 17. Juni 2002 bis zum 17. Dezember 2002. Anschließend führte bis zum 17. Juli 2003 Brigadegeneral Werner Freers die KMNB.
Von den oben angegebenen Kommandeuren unterscheiden sich die Kommandeure der ISAF, die unter anderem die KMNB führen, aber auch andere Tätigkeiten haben. Diese Kommandeure der ISAF (COMISAF) waren/sind:
| Nr.     | Name                  | Nation                  | Beginn der Berufung | Ende der Berufung | Führungskontingent                                               |
| ------- | --------------------- | ----------------------- | ------------------- | ----------------- | ---------------------------------------------------------------- |
| 1       | John McColl           | Vereinigtes Königreich  | 22. Dezember 2001   | 18. Juni 2002     | —                                                                |
| 2       | Hilmi Akin Zorlu      | Türkei                  | 18. Juni 2002       | 10. Februar 2003  | —                                                                |
| 3       | Norbert van Heyst     | Deutschland/Niederlande | 10. Februar 2003    | 10. August 2003   | 1. Deutsch-Niederländisches Korps                                |
| 4       | Götz Gliemeroth       | Deutschland             | 11. August 2003     | 9. Februar 2004   | erstmals NATO-geführt/Joint Headquarters Centre/Heidelberg       |
| 5       | Rick Hillier          | Kanada                  | 9. Februar 2004     | 7. August 2004    | —                                                                |
| 6       | Jean-Louis Py         | Frankreich              | 7. August 2004      | 12. Februar 2005  | Eurokorps                                                        |
| 7       | Ethem Erdagi          | Türkei                  | 13. Februar 2005    | 4. August 2005    | NATO Rapid Deployable Corps – Türkei (NRDC-T)                    |
| 8       | Mauro Del Vecchio     | Italien                 | 5. August 2005      | 4. Mai 2006       | NATO Rapid Deployable Corps – Italien (NRDC-I)                   |
| 9       | David J. Richards     | Vereinigtes Königreich  | 5. Mai 2006         | 4. Februar 2007   | Allied Command Europe Rapid Reaction Corps                       |
| 10      | Dan K. McNeill        | Vereinigte Staaten      | 4. Februar 2007     | 3. Juni 2008      | NATO und Combined Forces Command Afghanistan der US-Streitkräfte |
| 11      | David D. McKiernan    | Vereinigte Staaten      | 3. Juni 2008        | 15. Juni 2009     | NATO und US Forces Afghanistan                                   |
| 12      | Stanley A. McChrystal | Vereinigte Staaten      | 15. Juni 2009       | 23. Juni 2010     | NATO und US Forces Afghanistan                                   |
| Interim | Nicholas R. Parker    | Vereinigtes Königreich  | 23. Juni 2010       | 4. Juli 2010      | Deputy commander of ISAF                                         |
| 13      | David H. Petraeus     | Vereinigte Staaten      | 4. Juli 2010        | 18. Juli 2011     | NATO und US Forces Afghanistan                                   |
| 14      | John R. Allen         | Vereinigte Staaten      | 18. Juli 2011       | 10. Februar 2013  | NATO und US Forces Afghanistan                                   |
| 15      | Joseph F. Dunford     | Vereinigte Staaten      | 10. Februar 2013    | 26. August 2014   | NATO und US Forces Afghanistan                                   |
| 16      | John F. Campbell      | Vereinigte Staaten      | 26. August 2014     | 31. Dezember 2014 | NATO und US Forces Afghanistan                                   |

### Struktur

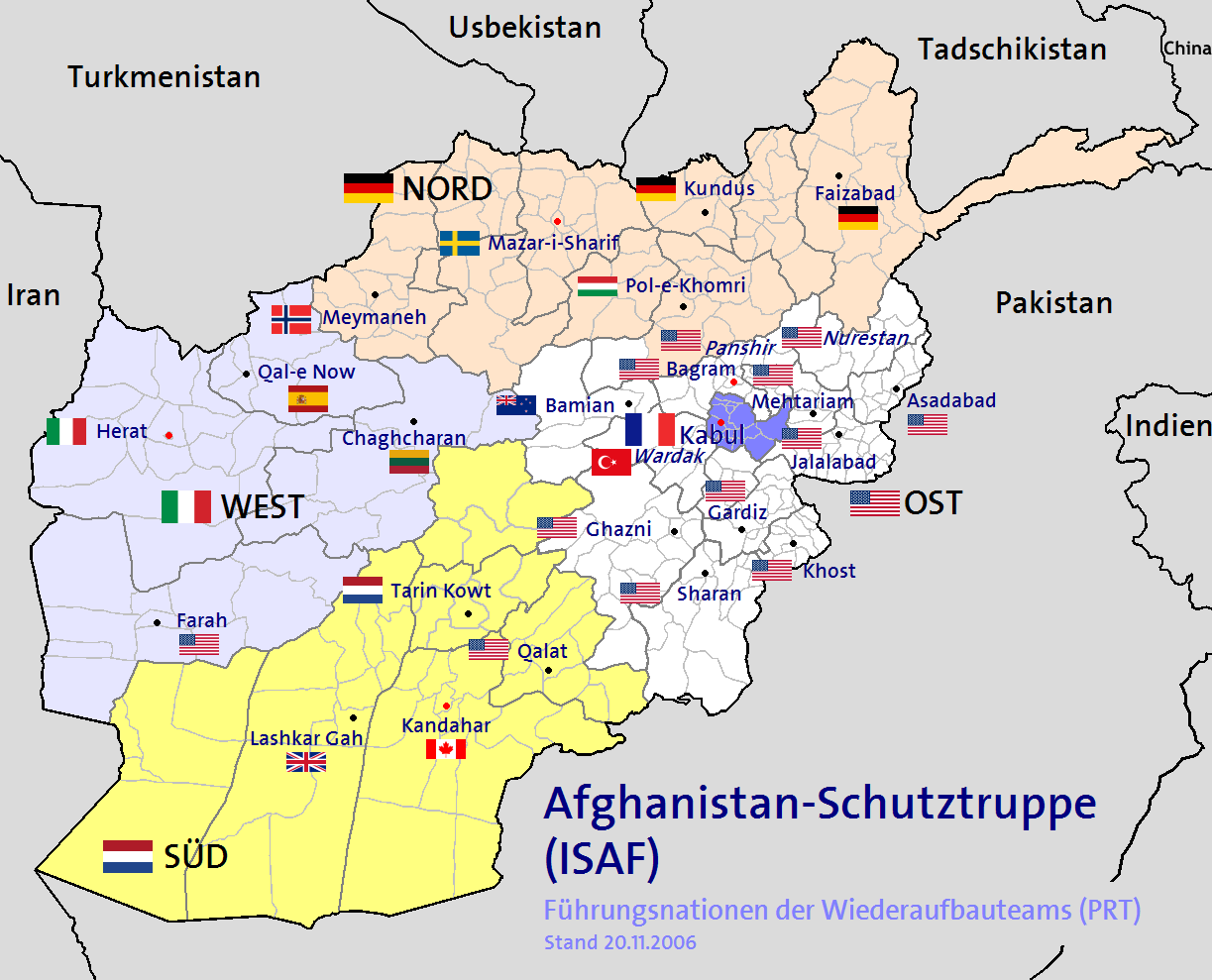
Führungsnationen der Wiederaufbauteams (PRT) und Regional Commands (Stand: 2007)

Dem Befehlshaber ISAF stehen unterschiedliche Truppenelemente in Afghanistan zur Verfügung:
- Das ISAF-Hauptquartier (ISAF HQ) befindet sich in der afghanischen Hauptstadt Kabul und dient als operatives Kommando für die gesamte Mission. Mehr als 600 Soldaten aus 28 Nationen (Stand: Januar 2006) dienen hier. ISAF HQ und seine untergeordneten Einheiten arbeiten eng mit der afghanischen Regierung zusammen und koordinieren ihre Tätigkeiten mit Organisationen wie der UN-Mission UNAMA, Internationalen Organisationen und verschiedenen Nichtregierungsorganisationen. Von hier aus findet enge Abstimmung mit dem CFC-A (Combined Forces Command – Afghanistan) statt, welches die Operation „Enduring Freedom“ (OEF) in Afghanistan führt.
- Zurzeit gibt es 26 Provincial Reconstruction Teams (PRT). Sie stellen das Haupttruppenelement von ISAF in den einzelnen Provinzen des Landes dar. Sie sind so angelegt, dass sie sowohl militärische Zusammenarbeit mit der Provinzregierung leisten, als auch als Fokus der internationalen Gemeinschaft dienen, um in den verschiedenen Regionen die wirtschaftliche Entwicklung voranzutreiben. Gleichfalls wirken sie als ein weiterer Faktor, um der Autorität der Zentralregierung Vorschub zu leisten.
- Um die Bemühungen der PRTs regional besser koordinieren zu können, sind fünf so genannte Regional Commands (RC) eingerichtet worden (vormals RAC – Regional Area Coordinator). Sie managen Logistik und kontrollieren die Kommandostruktur:
  - RC-Nord (RC North) in Masar-e Scharif ist zuständig für die PRTs in Maimana, Pol-e Chomri, Masar-e Scharif, Kundus und Faisabad. Im August 2010 wurde im Rahmen des Partnering-Konzepts von der Bundeswehr ein „Ausbildungs- und Schutzbataillon (ASB) Kundus“ aufgestellt, das unter dem direkten Kommando des Regional Command North (RC North) steht. Diese Manövereinheit ist nicht mehr ausschließlich im PRT Kundus gebunden.
  - RC-West in Herat ist verantwortlich für die PRTs in Farah, Chagcharan, Qaleh-ye-Now und Herat.
  - RC-Süd (RC South) in Kandahar deckt die Verantwortungsbereiche der PRTs Kandahar, Qalat, Tarin Kowt and Lashkar Gah ab.
  - RC-Hauptstadt (RC Capital), vormals Kabul Multinational Brigade genannt, sind die taktischen Truppen zusammengefasst, die für die Sicherheitsunterstützung in und um Kabul (einschließlich des Flughafens) verantwortlich sind. Hauptelemente sind drei multinationalen Battle Groups, die Patrouillen durchführen, häufig gemeinsam mit den afghanischen Streitkräften oder der afghanischen Polizei.
  - RC-Ost (RC East) in Bagram für die PRTs im Osten und Südosten des Landes.
- Daneben bestehen noch Forward Support Bases (FSB), die als logistische Basen dienen. Sie können beispielsweise medizinische Evakuierung sicherstellen und verbessern so die Sicherheitssituation der PRTS. FSBs wurden im nordafghanischen Masar-e Scharif, im westlichen Herat und südlichen Kandahar angesiedelt.
- Die so genannte Air Task Force (ATF) ist verantwortlich für Planung und Durchführung von allen Operationen und Bewegungen der ISAF-Luftstreitkräfte in Afghanistan. ATF koordiniert den Luftraum und arbeitet mit der afghanischen zivilen Luftfahrt zusammen. Einer der wichtigsten Flughäfen für ISAF ist der Kabul International Airport (KAIA).

## Chronik

### 2001
Am 22. Dezember 2001 nahm die ISAF unter britischem Oberkommando ihre Arbeit in Kabul auf; die erste Amtshandlung war die Bewachung der Amtseinführung der Übergangsregierung. Zuvor hatte als Reaktion auf die Terroranschläge vom 11. September 2001 am 7. Oktober 2001 unter Führung der USA die Operation Enduring Freedom begonnen. In den nächsten Jahren liefen in unterschiedlicher Überschneidung beide Interventionen gleichzeitig. Am 22. Dezember 2001 wurde erstmals der ISAF-Einsatz der Bundeswehr in Afghanistan vom Deutschen Bundestag beschlossen.

### 2002
Der eigentliche Stationierungsvertrag zwischen der Übergangsregierung und dem damals leitenden General der ISAF wurde am 4. Januar 2002 geschlossen.

### 2003
Am 26. Mai 2003 sterben beim Absturz eines Flugzeuges in der Türkei die Besatzung und alle 62 spanische ISAF-Soldaten, die von Afghanistan in ihre Heimat zurückfliegen wollten.
Beim ersten Anschlag auf die Bundeswehr im ISAF-Einsatz sterben im Juni 2003 4 deutsche Soldaten, die sich auf dem Weg zum Kabul International Airport befanden, um von dort in die Heimat zurückzukehren.
Nach langer Diskussion wurde im Dezember 2003 der ISAF-Einsatz der Bundeswehr auf die Stadt Kundus ausgedehnt.

### 2004

Flagge auf deutschen ISAF-Fahrzeugen – die Beschriftung bedeutet Ālmān, „Deutschland“

Seit etwa 10. Juni 2004 wurden Diskussionen geführt, den Einsatz der Bundeswehr auf die Stadt und Provinz Feyzabad auszudehnen, personell bedeutete dies eine Aufstockung der Kontingente um rund 150 Soldaten unter Teilnahme von niederländischen Einheiten.
Im September 2004 wurde in Feyzabad ebenfalls ein Provincial Reconstruction Team (PRT) aufgestellt. Im Januar 2005 erfolgte der Umzug aus der Neustadt von Feyzabad in das neue Feldlager „Camp Feyzabad“ am Flugfeld. Seit 2004 hat Polen 1.500 ISAF-Soldaten nach Afghanistan geschickt. Diese Zahlen wurde durch Aufstockungen nochmals erhöht auf etwa 2.500 Soldaten. Seit Januar 2005 beteiligt sich Dänemark mit 40 Soldaten und seit März 2005 die Tschechische Republik ebenfalls mit 40 Soldaten am PRT.
Nach einer Übergangsphase wurde in Masar-e Scharif das Regional Command North (Anfangs als „Regional Area Command“ bezeichnet) stationiert, das diverse Aufbauteams koordinierte.
Zu den Präsidentschaftswahlen am 9. Oktober 2004 und den Wahlen zu Parlament und Provinzregierungen im September 2005 wurden Unterstützungstruppen der NATO nach Afghanistan gesendet, um der verschärften Sicherheitslage gerecht zu werden.

### 2005
Am 10. Februar 2005 kündigte die NATO die Ausdehnung ihrer Operationen in den Westen Afghanistans an. Beginnend am 31. Mai 2005 wurde durch die Errichtung zusätzlicher von zwei Provincial Construction Teams in Herat und Farah sowie einer Forward Operating Base in Herat das Operationsgebiet von ISAF auf etwa 50 % des Territoriums Afghanistans erweitert.
Bei einer Sondersitzung am 28. September 2005 beschlossen Bundestag und Kabinett mit großer Mehrheit die Ausweitung des Mandats, wodurch die Anzahl auf 3000 Soldaten erhöht sowie die Einsatzdauer um ein Jahr bis zum 13. Oktober 2006 verlängert wurde. Dadurch stellte die Bundesrepublik Deutschland bis Juli 2006 das größte Truppenkontingent der ISAF.

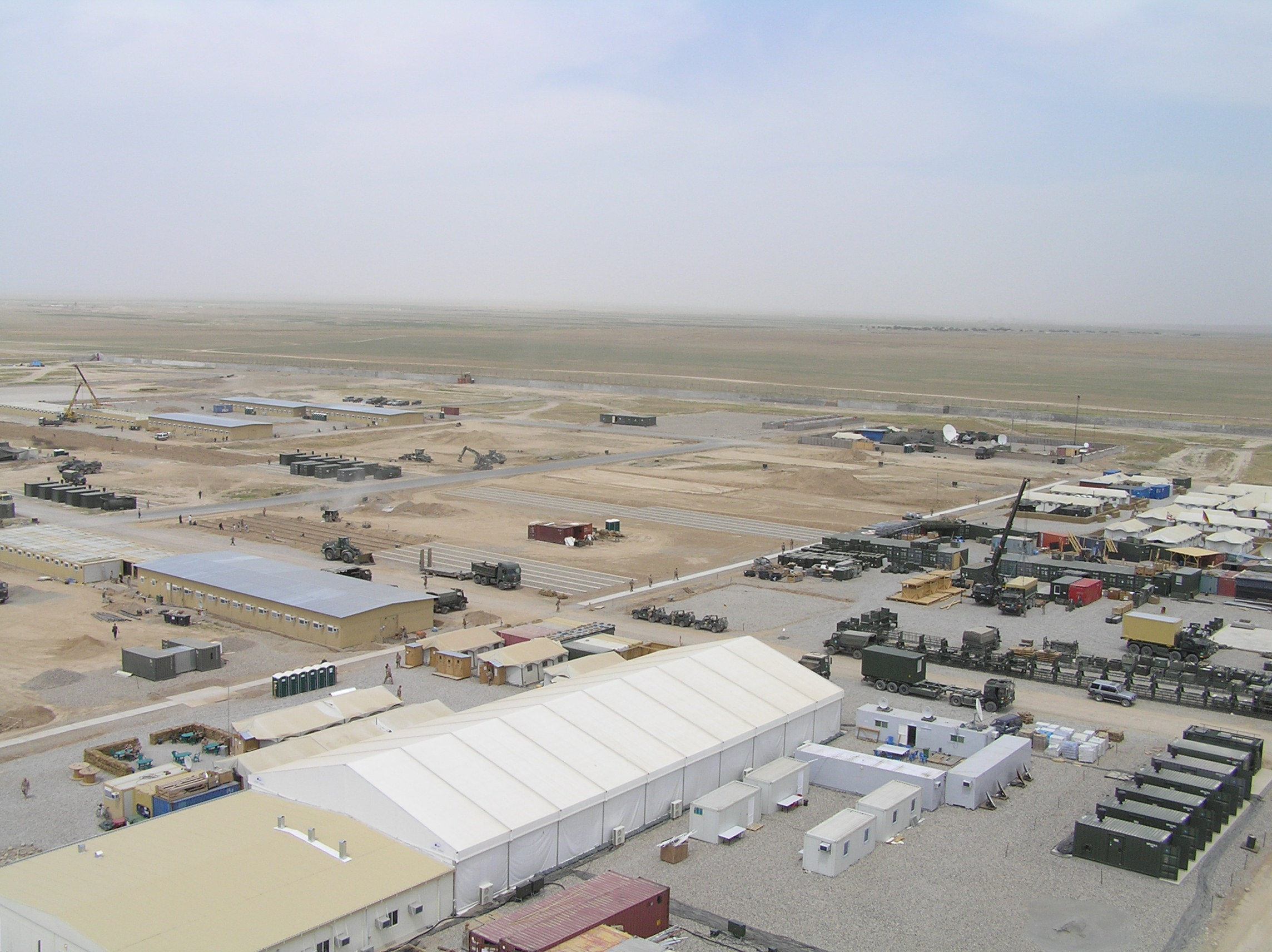
Camp Marmal in Masar-e Scharif

Mit der neuen Verteilung der Verantwortlichkeiten der PRTs begann die Bundeswehr ab Dezember 2005 damit, in Masar-e Scharif das neue Lager Camp Marmal einzurichten.

### 2006
Am 22. März 2006 wurde in Kabul das Kommando über das deutsche Einsatzkontingent der ISAF in Afghanistan durch den Befehlshaber des Einsatzführungskommandos der Bundeswehr, Generalleutnant Karlheinz Viereck, von Brigadegeneral Achim Lidsba an Brigadegeneral Christof Munzlinger übergeben.
Brigadegeneral Christof Munzlinger gab das Kommando über die deutschen Soldaten Anfang Juli 2006 bei einer feierlichen Zeremonie im nordafghanischen Masar-e-Scharif an Brigadegeneral Markus Kneip ab. Kneip befehligte ab dem 1. Juni die ISAF in Nordafghanistan. Ende Dezember erfolgte die feierliche Übergabe an seinen Nachfolger Brigadegeneral Volker Barth.
Der Sommer 2006 war gekennzeichnet durch eine Großoffensive im Rahmen der Operation Enduring Freedom (OEF) durch amerikanische und britische Streitkräfte gegen mutmaßliche Taliban- und Al-Qaida-Kämpfer im Süden Afghanistans. Mittlerweile wurden auch Bundeswehrsoldaten im bisher eher ruhigen Norden regelmäßig angegriffen. Dabei wurde deutlich, dass die Angreifer nicht zwischen Soldaten der ISAF-Schutztruppe und der Anti-Terror-Operation Enduring Freedom unterscheiden. Durch verstärkte Selbstschutzmaßnahmen der ISAF-Kräfte wurden v. a. die Arbeit der ISAF-Wiederaufbau-Teams im Lande und der dazu notwendige Kontakt zur Bevölkerung massiv erschwert.
31. Juli 2006: Die ISAF übernahm das Kommando im Süden Afghanistans.
Am 28. September 2006 stimmte der Bundestag einem Antrag der Bundesregierung auf Verlängerung um ein weiteres Jahr zu. Das Mandat ermöglicht deutschen Soldaten gleichfalls die Bewegung in Gesamt-Afghanistan, wenn dies für den Auftrag im Rahmen der ISAF-Operation notwendig ist.
Am 5. Oktober 2006 wurde die letzte Phase der Erweiterung des ISAF-Operationsgebiets mit der Übernahme der Verantwortung für den Osten des Landes und der Unterstellung der dortigen überwiegend US-amerikanischen Truppenteile unter ISAF abgeschlossen.

### 2007

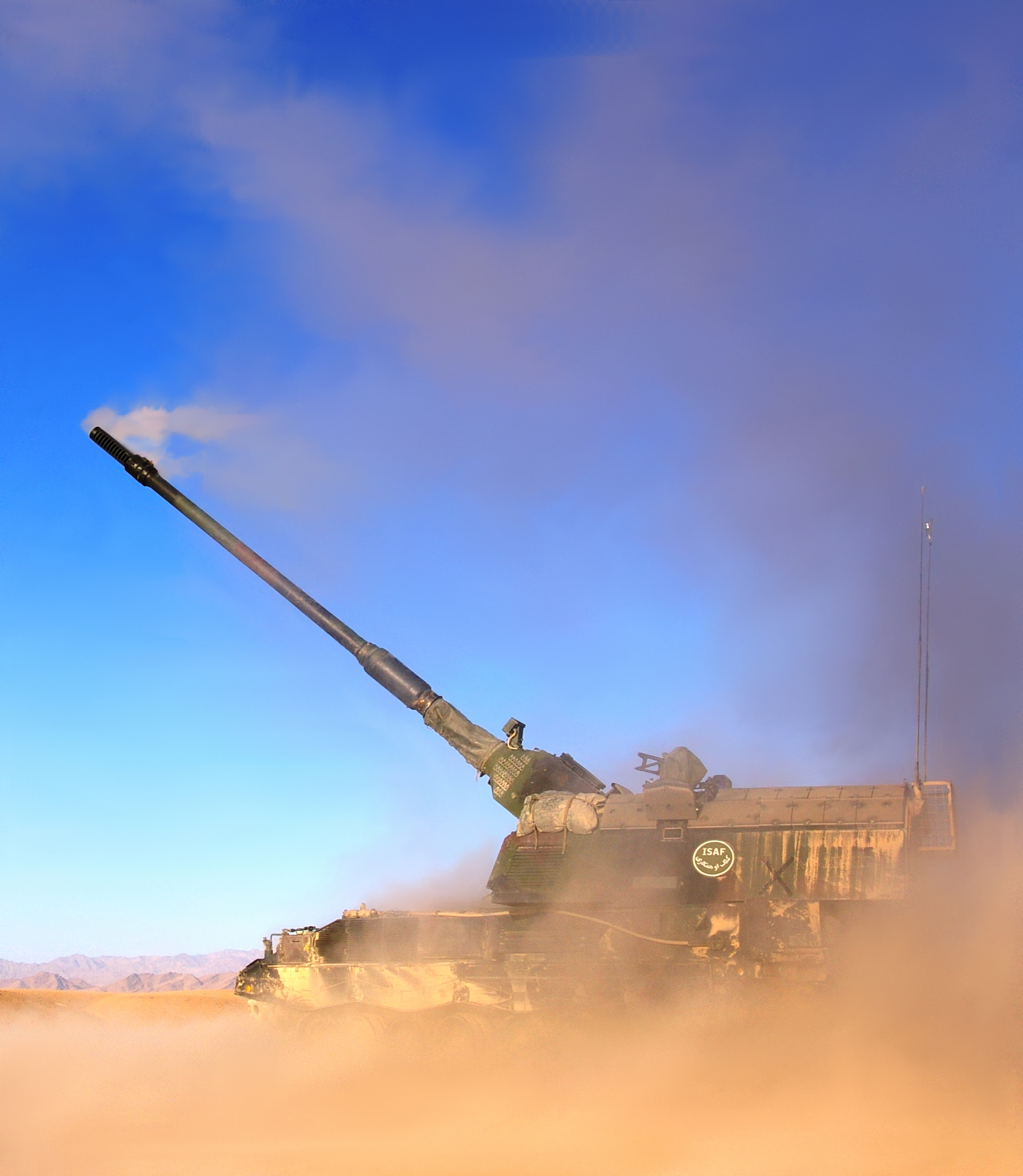
Niederländische Panzerhaubitze 2000 beim Beschuss von Talibanstellungen, 16. Juni 2007

Am 9. März 2007 stimmte der Deutsche Bundestag dem Antrag der Bundesregierung zu, sechs Aufklärungsflugzeuge vom Typ Tornado zur Unterstützung der Friedensmission in Afghanistan zu entsenden. Die Tornados sollen Luftbilder aus ganz Afghanistan für ISAF liefern.
28. April 2007: Knapp zwei Wochen nach Beginn der Aufklärungsflüge der sechs Bundeswehr-Tornados in Afghanistan knickte bei der Landung einer Maschine das Bugrad ein.
Oktober 2007 Operation Harekate Yolo: Unter deutschem Kommando und Beteiligung wurde mit der afghanischen Armee, Norwegen und einigen anderen kleineren Kontingenten die erste große Operation zur Bekämpfung von Aufständischen im Norden Afghanistans unternommen.

### 2008
Januar 2008: Die NATO forderte beim Bundesverteidigungsministerium einen deutschen Kampfverband für Nordafghanistan an, der ab Sommer 2008 die seit Anfang 2006 von Norwegen gestellten, rund 240 Soldaten einer schnellen Eingreiftruppe (Quick Reaction Force/QRF) ersetzen soll. Teile der Panzerbrigade 21 werden diese Kräfte stellen. Die QRF soll aus circa 205 Soldaten bestehen und mit geschützten Transportfahrzeugen Dingo 2, Wolf und dem Schützenpanzer Marder 1A5 ausgerüstet werden.
Am 13. Juni 2008 stürmten die Taliban ein Gefängnis in Kandahar und befreiten sämtliche Insassen; etwa 1.150 mutmaßliche Extremisten, darunter ungefähr 400 Taliban.

### 2009
Im August 2009 genehmigte die NATO den US-Vorschlag eines nachgeordneten Hauptquartiers unter dem ISAF-Hauptquartier, das ISAF Joint Command (IJC). Es handelt sich dabei um ein taktisches Hauptquartier, welches sich mit dem „Tagesgeschäft“ der ISAF befassen soll. Diese Zwischenebene in der Kommandokette, die die US-Streitkräfte bereits in ähnlicher Weise bei der Multi-National Force Iraq etabliert haben, soll den ISAF-Kommandeur entlasten, sodass dieser sich auf die operative und strategische Ebene konzentrieren kann. Dazu gehören die Bildung und Pflege von Beziehungen und Koordinierung mit den Regierungen von Afghanistan und Pakistan, Nicht-Regierungsorganisationen sowie die Ausbildung der afghanischen Sicherheitskräfte. Der Kommandeur des IJC ist der US-amerikanische Lieutenant General David M. Rodriguez, der bereits seit dem Sommer 2009 als Stellvertreter von General McChrystal innerhalb der US-Kommandokette der US Forces Afghanistan, dem regionalen Kommando aller US-Streitkräfte in Afghanistan, agiert.
Am 4. September kam es zum umstrittenen Luftangriff bei Kundus, bei dem bis zu 142 Menschen starben.

### 2010

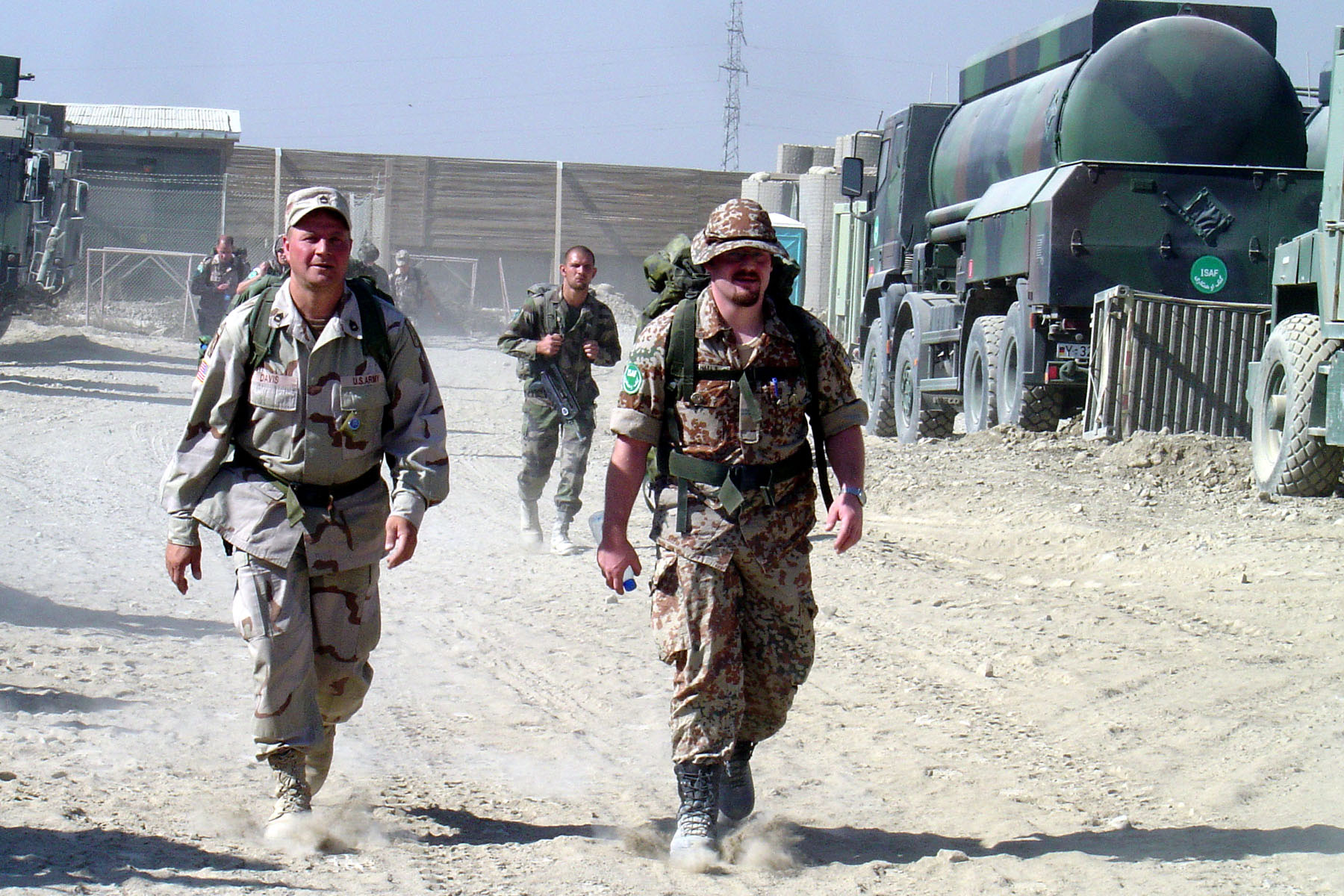
Dänischer und US-Soldat im Camp Warehouse

Am 28. Januar 2010 fand in London die Afghanistan-Konferenz 2010 statt.
Wie in London vereinbart fand am 20. Juli 2010 in Kabul eine Folgekonferenz statt. Dies war seit 1970 die erste bedeutsame internationale Konferenz in Afghanistan. Auf Einladung der afghanischen Regierung nahmen 70 Delegationen, darunter 39 Außenminister und 10 Leiter internationaler Organisationen einschließlich der Generalsekretäre der Vereinten Nationen und der NATO teil. Die Konferenz wurde einschließlich des umfangreichen Sicherheitskonzepts von der afghanischen Regierung und ihren Sicherheitskräften federführend in enger Zusammenarbeit mit ISAF vorbereitet und durchgeführt. Sie war somit sichtbarer Ausdruck afghanischer Souveränität und ein Nachweis der deutlich gesteigerten Wirksamkeit der afghanischen Sicherheitskräfte. Als Ergebnis der Kabul-Konferenz wurde ein Fahrplan für die Zukunft des Landes beschlossen, der die Schaffung leistungsfähigerer afghanischer Institutionen und die weitere Hilfe durch die internationale Gemeinschaft umfasst. Die afghanische Regierung verpflichtete sich bei dieser Konferenz, das Leben aller Afghanen durch die Verbesserung öffentlicher und staatlicher Leistungen, die Schaffung von Recht und Ordnung, die Bekämpfung von Korruption und die Förderung der wirtschaftlichen Entwicklung zu verbessern. Die afghanischen Sicherheitskräfte sollen bis Ende 2014 in der Lage sein, in allen Teilen des Landes Sicherheitsoperationen führen zu können. Gleichzeitig wurde ein Mechanismus zwischen der afghanischen Regierung und der NATO vereinbart, mit Hilfe dessen die Übergabe von Sicherheitsverantwortung an die Afghanen erfolgen soll (Transition/Inteqal), vereinbart.

### 2011
Aus einem Hochsicherheitsgefängnis in Kandahar sind 541 Taliban, darunter 106 Taliban-Kommandeure, durch einen 360 Meter langen Tunnel geflohen. Aus demselben Gefängnis sind im Jahr 2008 schon einmal mehr als 1000 Häftlinge geflohen.
Am 6. August 2011 wurde ein Chinook-Transporthubschrauber mit 8 Afghanischen und 30 US-Soldaten, davon 22 Navy Seals, von den Taliban abgeschossen. Mit welchem Waffentyp der Abschuss erfolgte, ist nicht sicher geklärt.

### 2012
Im August 2012 wurde beschlossen, dass ISAF-Truppen immer geladene Waffen tragen müssen.

### 2013
Am 4. Mai 2013 wurde in Nordafghanistan ein Soldat des KSK bei einer Operation in Zusammenarbeit mit der ANA getötet.
Am 21. September 2013 werden in Paktia in Afghanistan von einem unbekannten Angreifer in Armeekleidung drei Soldaten der internationalen Schutztruppe ermordet und ein weiterer Bundeswehr-Soldat leicht verletzt.
Am 3. November 2013 wird bei einem Anschlag auf einen Kontrollpunkt im Dehrawod-Distrikt in der Provinz Urusgan ein ISAF-Mitglied getötet.

## Ausrüstung
Die Versorgung der deutschen Soldaten sowie zum Teil anderer Nationen erfolgt durch angemietete Großraumtransportflugzeuge vom Typ Antonow An-124 und Iljuschin Il-76 von den Flughäfen Leipzig/Halle und Trollenhagen aus direkt nach Masar-e Scharif sowie über einen Luftwaffenstützpunkt in Termez (Usbekistan), auf dem auch eine Einheit der Bundeswehr stationiert ist. Ein französischer Luftwaffenstützpunkt befindet sich in Duschanbe (Tadschikistan). Die Bundeswehr versorgt von Termez aus durch regelmäßige Flüge mit Transall-Flugzeugen sowohl die verschiedensten Feldlager in Kabul (z. B. das Camp Warehouse) als auch die Stützpunkte der PRT-Teams in Kundus, während Feyzabad aufgrund der durch die für die Transall ungeeigneten Landebahn des Feyzabad International Airports FIA nur mit C130-Hercules angeflogen wird. Insgesamt erreichte die Luftwaffe mit der Transall im Jahr 2008 gut 45 % Anteil an allen Transportflugstunden in Afghanistan.
Die Kosten des Bundeswehreinsatzes für die Mission sollen 8,8 Mrd. Euro betragen haben.